# Buffy (rapper)
Darren Robinson (Manning, 10 de junho de 1967 - Nova Iorque, 10 de dezembro de 1995), mais conhecido pelos seus nomes artísticos Buffy, The Human Beat Box e DJ Doctor Nice, foi um rapper estadunidense. Robinson é mais conhecido por ser membro do grupo The Fat Boys. Ele, juntamente com outros rappers como Doug E. Fresh foi o pioneiro do beatboxing, uma forma de vocal utilizada em diversas bandas de rap.
A fama do Fat Boys declinou após um escândalo em 1990 quando Robinson foi acusado de filmar um roadie com sexo de uma garota de 14 anos em uma festa no subúrbio de Filadélfia. Ele acabou liberado após pagar fiança de 10.000 dólares. O seu elevado peso - 204 kg - contribuiu, de forma direta, para a sua morte. Robinson foi diagnosticado com linfedema, tendo sofrido um ataque cardíaco. Além disso, ele lutou contra várias gripes, tendo vindo a falecer às 3 da madrugada de 10 de dezembro de 1995.